# Ямб (игра)
Генерал е игра с пет зара.

## Правила
Всеки ход се състои от максимум 3 хвърляния, като при първото хвърляне се използват и петте зара, а при останалите две, които не са задължителни, могат да се хвърлят произволен брой зарове. След всяко хвърляне имате право да подберете заровете, които да хвърлите отново. След третото хвърляне, или по ваша преценка и по-рано, се избира комбинация от таблицата, в която записвате постигнатия резултат. Играта продължава докато се запълни цялата таблица.

Победител е играчът постигнал най-висок резултат, след като е попълнил собствената си таблица с резултати.

## Резултат
Таблицата с резултати разделена на колони и редове, в която трябва да записвате резултатите от всеки ваш ход.
| Описание    | ↓ | ↑ | ↓↑ | Обява |
| ----------- | - | - | -- | ----- |
| 1           |   |   |    |       |
| 2           |   |   |    |       |
| 3           |   |   |    |       |
| 4           |   |   |    |       |
| 5           |   |   |    |       |
| 6           |   |   |    |       |
| Общо 1 – 6: |   |   |    |       |
| Минимум     |   |   |    |       |
| Максимум    |   |   |    |       |
| Сума 2:     |   |   |    |       |
| Тройка      |   |   |    |       |
| Фул         |   |   |    |       |
| Поредица    |   |   |    |       |
| Четворка    |   |   |    |       |
| Ямб         |   |   |    |       |
| Сума        |   |   |    |       |
| Резултат    |   |   |    |       |

### Колони
- Първа колона: Първата колона се попълва от горе надолу, като се започва с „единици“, след това с „двойки“ и т.н.

Пример: Ако сте хвърлили 3 единици, в ред „1“ може да запишете 3 точки (1+1+1). Ако сте хвърлили 4 двойки, в ред „2“ записвате 8 точки (2+2+2+2).
- Втора колона: Също като първата колона само, че се попълва от долу нагоре, като се започва с „ямб“.
- Трета колона: Попълва се в произволен ред. Но записвате 0 точки, ако не разполагате със съответната комбинация.
- Четвърта колона: Обява – Ако след първото хвърляне сте доволни от постигнатата комбинация, може да обявите комбинацията за която ще играете. Обявеното поле се попълва, независимо дали сте постигнали обявената комбинация или не (в такъв случай записвате 0 точки).

### Редове
- Общо 1 – 6: Ако общият резултат в тази колона е 63 или по-висок, получавате допълнителни 40 точки.
- Минимум: Трябва да постигнете възможно най-малка сума от всичките 5 зара.
- Максимум: Трябва да постигнете възможно най-голяма сума от всичките 5 зара.
- (Сума 2) = (Общо 1 – 6) + ((Максимум – Минимум) * „единици“)
- Тройка (три от един вид): Трябва да имате три зара с един и същ номер (Например: три четворки)

Записвате сбора от зарове участващи в комбинацията + 10 точки.
- Фул: Трябва да имате три зара с един и същ номер и два зара с един и същ номер (Например: три четворки и две единици)

Записвате сбора от хвърлените зарове + 20 точки.
- Поредица: Трябва да имате пет поредни зара (1,2,3,4,5 или 2,3,4,5,6).

Записвате сбора от зарове участващи в комбинацията + 30 точки.
- Четворка: Трябва да имате четири зара с един и същ номер (Например: четири петици)

Записвате сбора от зарове участващи в комбинацията + 40 точки.
- Ямб: Трябва да имате пет зара с един и същ номер (Например: пет двойки)

Записвате сбора от хвърлените зарове + 50 точки.
- (Сума) = (Сума 2) + (тройка) + (фул) + (поредица) + (четворка) + (Ямб)
- (Резултат) = сбора от сумите на всяка колона.